# Die for You
Die for You – album studyjny greckiej grupy muzycznej Antique, wydany w 2001.

## Lista utworów
1. "(I Would) Die for You"
2. "Follow Me"
3. "Athina"
4. "Ligo-ligo"
5. "I Agapi Einai Ksali"
6. "Tell Me"
7. "Lonely Nights"
8. "Fila Me"
9. "Something About You"
10. "Kalimera"
11. "Why"
12. "I Would Die for You Greek"
13. "Tabla Dreams"